# Moncó
Moncó (oficialmente en asturiano Moncóu) es una entidad singular de población del concejo asturiano de Cangas del Narcea, (España) y perteneciente a la parroquia de Vega de Rengos. Este pueblo (braña, en asturiano) tiene una población de 31 habitantes según el censo realizado de 2005 aunque en verano aumenta, aproximadamente, en 20 habitantes. Está organizado, como casi todos las pequeñas localidades de la comarca, en casas como la Capicheiro, Morzó, o la casa Casona.

## Montes, vegetación y fauna
Moncó está enclavado en un pequeño valle entre los picos Cabrón y Moncó a una altitud de 800 metros cuya altura mínima es de 26 metros en el río Narcea y 2007 metros en el Cuetu Arbás. La vegetación predominante es la de cualquier pueblo de Cangas del Narcea muy abundante y compuesta en su mayoría por bosques de hoja perenne. Normalmente suele haber lobos dispersos por los bosques adyacentes.

## Economía
La economía de la aldea se basaba antiguamente en la ganadería y agricultura aunque actualmente ya no queda casi gente y la mayoría se ha dispuesto hace años ya, a marcharse a la capital, Oviedo.